# Play4
Play4 es una cadena de televisión generalista comercial privada de la Comunidad Flamenca de Bélgica. Pertenece al grupo de comunicación De Vijver Mediaholding.
Otros canales pertencecientes al mismo grupo son VIJF y ZES.

## Historia
La cadena comenzó sus emisiones el 1 de febrero de 1995 con el nombre VT4. El canal inicialmente no disponía de licencia de emisión en Bélgica, por ello transmitía desde Londres. En la estación de transmisiones de la BBC en Hertfordshire.
Actualmente, VIER emite legalmente desde Zaventem en Bélgica. Está disponible en los operadores de cable, satélite y IPTV en Bruselas y Flandes.

## Identidad visual

### Logotipos

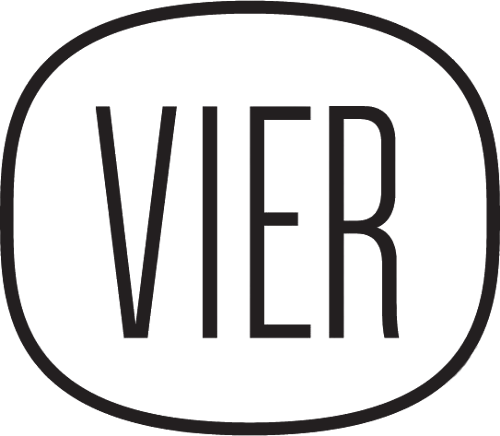
Logotipo desde septiembre de 2012

## Programación
- 2 Broke Girls
- 8 Simple Rules
- According to Jim
- Aliens in America
- Battlestar Galactica
- Ben 10
- Beyblade: Metal Fusion
- Bionic Woman
- Big Shots
- Californication
- Castle
- Committed
- Criminal Minds
- CSI: Crime Scene Investigation
- CSI: Miami
- CSI: NY
- Dark Blue
- Dirt
- Donkey Kong Country
- Everybody Hates Chris
- Extreme Makeover: Home Edition
- The Fairly OddParents
- Felicity
- Flashpoint
- Friends
- Fringe
- Hawaii Five-0
- Hell's Kitchen (EE.UU.)
- Human Target
- Jericho
- Kitchen Nightmares
- Knight Rider
- Las Vegas
- Law & Order
- Law & Order: Special Victims Unit
- Lost
- Married... with Children
- MasterChef Australia: The Professionals
- Medical Investigation
- Mike & Molly
- My Wife and Kids
- NCIS
- NCIS: Los Angeles
- Nikita
- Pokémon
- Poker After Dark
- Psych
- Rules of Engagement
- Sailor Moon
- Samurai Jack
- Sex and the City
- Space: Above and Beyond
- Terminator: The Sarah Connor Chronicles
- The Bold and the Beautiful
- The Chopping Block
- The Fresh Prince of Bel-Air
- The Life and Times of Juniper Lee
- The Mentalist
- The Nanny
- The Shield
- The Simpsons
- The Vampire Diaries
- The War at Home
- Threshold
- Totally Spies
- Two and a Half Men
- Winx Club